# Chamaecrista calycioides
Chamaecrista calycioides är en ärtväxtart som först beskrevs av Louis-Théodore-Frédéric Colladon, och fick sitt nu gällande namn av Edward Lee Greene. Chamaecrista calycioides ingår i släktet Chamaecrista och familjen ärtväxter.

## Underarter
Arten delas in i följande underarter:
- C. c. calycioides
- C. c. lentiformis